# Адміністративний устрій Генічеського району
Адміністративний устрій Генічеського району — адміністративно-територіальний поділ Генічеського району Херсонської області на 1 міську, 2 селищні та 17 сільських рад, які об'єднують 68 населених пунктів та підпорядковані Генічеській районній раді. Адміністративний центр — місто Генічеськ.

## Список радГенічеського району
| №  | Назва                          | Центр              | Населені пункти | Площа км² | Місце за площею | Населення (2001), чол. | Місце за населенням | Розташування |
| -- | ------------------------------ | ------------------ | --- | --------- | --------------- | ---------------------- | ------------------- | ------------ |
| 1  | Генічеська міська рада         | м. Генічеськ       | м. Генічеськ |           |                 |                        |                     |              |
| 2  | Новоолексіївська селищна рада  | смт Новоолексіївка | смт Новоолексіївка |           |                 |                        |                     |              |
| 3  | Партизанська селищна рада      | смт Партизани      | смт Партизани с. Гайове с. Догмарівка с. Москаленка                                                                                             |           |                 |                        |                     |              |
| 4  | Новогригорівська сільська рада | c. Новогригорівка  | c. Новогригорівка с. Зелений Гай с. Рози Люксембург                                                                                             |           |                 |                        |                     |              |
| 5  | Новодмитрівська сільська рада  | c. Новодмитрівка   | c. Новодмитрівка с. Веснянка с. Люблинка |           |                 |                        |                     |              |
| 6  | Новоіванівська сільська рада   | c. Новоіванівка    | c. Новоіванівка с. Пробудження |           |                 |                        |                     |              |
| 7  | Озерянська сільська рада       | c. Озеряни         | c. Озеряни с. Комісарівка с. Новий Азов с. Перекоп с. Пчілка                                                                                    |           |                 |                        |                     |              |
| 8  | Павлівська сільська рада       | c. Павлівка        | c. Павлівка |           |                 |                        |                     |              |
| 9  | Петрівська сільська рада       | c. Петрівка        | c. Петрівка |           |                 |                        |                     |              |
| 10 | Плавська сільська рада         | c. Плавське        | c. Плавське с. Вільне с. Новий Світ с. Роздолля с. Якимівка                                                                                     |           |                 |                        |                     |              |
| 11 | Привільненська сільська рада   | c. Привільне       | c. Привільне с. Велетнівка с-ще Жовтневе с-ще Радянське                                                                                         |           |                 |                        |                     |              |
| 12 | Рівненська сільська рада       | c. Рівне           | c. Рівне с. Вікторівка с. Володимирівка с. Запорожець с-ще Комунарське с. Малинівка с. Муравейник с. Новий Мир с. Сергіївка с. Шлях Незаможника |           |                 |                        |                     |              |
| 13 | Сокологірненська сільська рада | c. Сокологірне     | c. Сокологірне с. Виноградний Клин с. Макшіївка с. Новоєфремівка                                                                                |           |                 |                        |                     |              |
| 14 | Стокопанівська сільська рада   | c. Стокопані       | c. Стокопані с. Драгоманове с. Нова Праця |           |                 |                        |                     |              |
| 15 | Стрілківська сільська рада     | c. Стрілкове       | c. Стрілкове |           |                 |                        |                     |              |
| 16 | Фрунзенська сільська рада      | c. Фрунзе          | c. Фрунзе с. Придорожнє |           |                 |                        |                     |              |
| 17 | Червонопрапорна сільська рада  | c. Червонопрапорне | c. Червонопрапорне с. Салькове с. Семихатка с. Ясна Поляна                                                                                      |           |                 |                        |                     |              |
| 18 | Чонгарська сільська рада       | c. Чонгар          | c. Чонгар с. Атамань с-ще Залізничне с. Миколаївка с. Новий Труд с. Попівка с-ще Сиваш с. Чернігівка                                            |           |                 |                        |                     |              |
| 19 | Щасливцівська сільська рада    | c. Щасливцеве      | c. Щасливцеве с. Генічеська Гірка с-ще Приозерне                                                                                                |           |                 |                        |                     |              |
| 20 | Щорсівська сільська рада       | c. Щорсівка        | c. Щорсівка с. Бойове с. Ярошик |           |                 |                        |                     |              |

* Примітки: м. — місто, с-ще — селище, смт — селище міського типу, с. — село